# 関山式
関山式（せきやましき）は、縄文前期、約6,500年前の関東地方の土器型式名である。
埼玉県蓮田市関山一丁目周辺に所在する縄文時代前期の関山貝塚が標式遺跡である。関山貝塚から出土した土器は、当初1928年の大山史前学研究所による発掘調査で、「蓮田式」として位置づけて発表された。その後、1938年に山内清男によって「蓮田式」が細分化され、その前半部分の一部が関山式として提唱された。
胎土に多量の繊維を含んでいるこの縄文前期特有の繊維土器であり、焼成によって炭化し、断面は漆黒色である。器形は、浅鉢や椀などの器形もみられるが、やはり深鉢が主体であり、片口付き、台付き、注口付きなど多様である。底部は平底か上げ底である。体部は、直線的に立ち上がるものや口縁部が外反し胴部が張り出すものがある。口縁は、波状のものと平縁のものとがある。縄文は普通の斜状縄文のほかにこの時期特有の羽状縄文が特徴的である。羽状縄文は、右撚り（Z撚り）の撚り紐を縦において横方向に転がすと左上がり右下がりで縄目が平行に並び、左撚り（S撚り）の撚り紐を同時に縦において横方向に転がすと右上がり左下がりで縄目が平行に並ぶ。これを同時に施文したり、順番に分けて鳥の羽のように縄文を器面に施文したりするのであるが、関山式の場合、複節や複々節というように、2、3回以上よった縄を転がして施文したり、同時に施文したりしているのが特徴である。また、縄目によるループ文や縄文の境界部分にコンパス文という半円の弧状の文様を組み合わせて施文する場合も見られる。より古い時期の関山1式では、口縁部に沈線による文様を複雑に施したり、瘤状貼付文がつけられたりするが、2式ではこれが簡略化される。